# Luftwarte Rostock

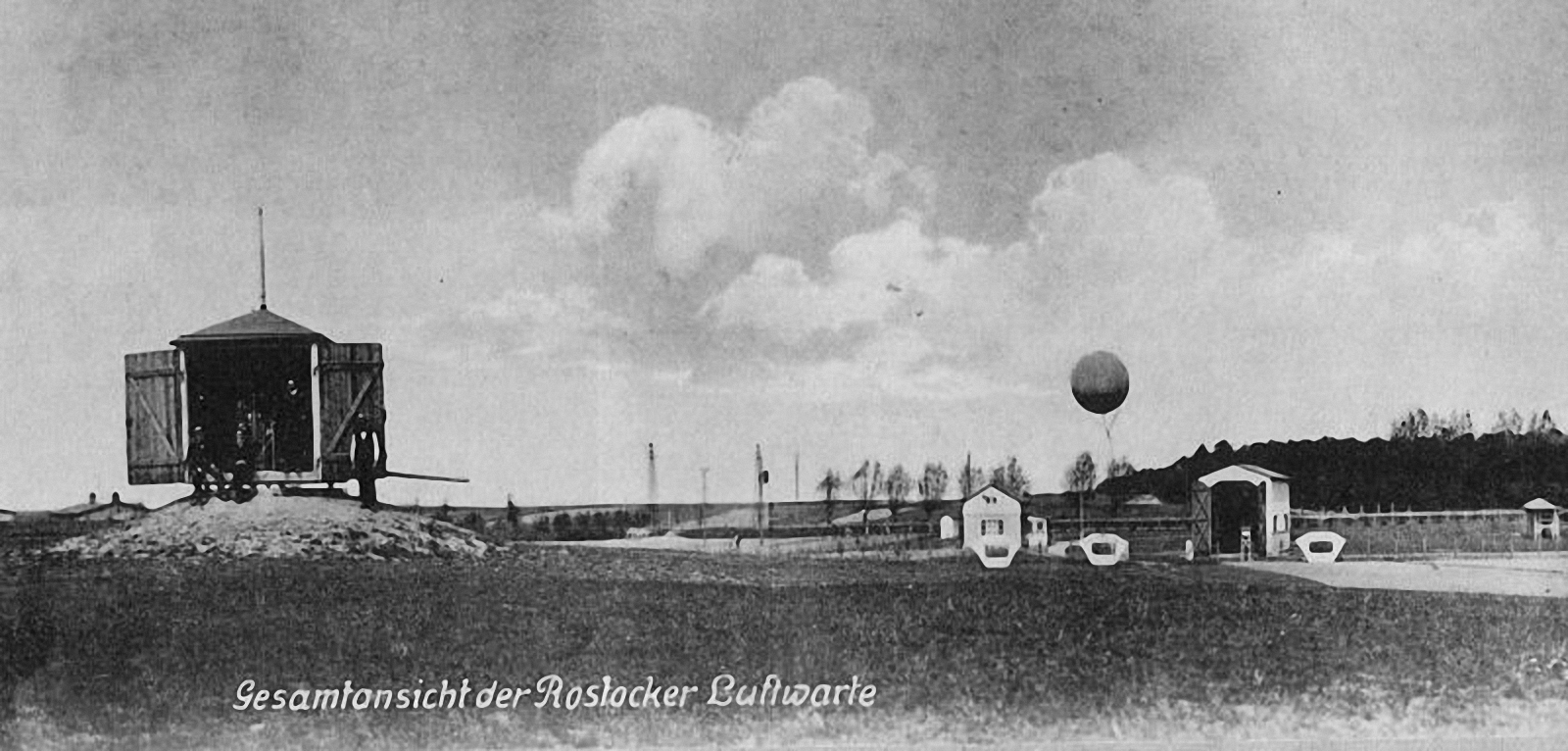
Gesamtansicht 1912

Die Luftwarte Rostock war eine Station zur Durchführung aerologischer Messungen am südlichen Rand des Stadtgebietes der Hansestadt Rostock. Sie existierte von 1912 bis 1945.

## Geschichte
Die erste Anregung zu einer Station für die Höhenwetterkunde an der Ostsee kam von Léon-Philippe Teisserenc de Bort. Dieser erklärte am 12. April 1906 anlässlich eines Besuchs seiner privaten Luftwarte in Trappes bei Paris durch Alfred Hildebrandt die Notwendigkeit zur Schaffung eines Netzes von Luftwarten auf dem gesamten Kontinent. Dieses wäre nicht nur für die allgemeine Wetterkunde, sondern besonders auch für die Sicherheit eines späteren Luftverkehrs von großer Bedeutung. Für den Bereich der Ostseeküste wurde ein Platz in der Nähe von Kolberg vorgeschlagen. Der Vorschlag wurde verworfen, da durch Richard Aßmann, den Direktor des Königlich-Preußischen Aeronautischen Observatoriums, eine Station an der Danziger Bucht geplant war. Bis 1914 wurde diese nicht realisiert.
1911 wurden die Planungen für eine Station an der Ostsee wieder aufgenommen. Nach umfangreichen Untersuchungen für einen geeigneten Platz erschien die Gegend bei Warnemünde als technisch geeignet und von der Drachenstation der Deutschen Seewarte in Hamburg weit genug entfernt. Grund für die Auswahl von Rostock war, dass schon damals ein Wasserflugzeugplatz in Warnemünde im Gespräch war. Im Dezember 1911 wurde der endgültige Entschluss zum Bau gefasst. Es sollten keine staatlichen Mittel eingesetzt werden, man bat daher bei vermögenden „Freunden der Luftfahrt“ um Spenden. Der britische Pionier und Förderer der Luftfahrt Patrick Young Alexander stellte 20.000 Mark zur Verfügung, die Stadt Rostock 1.000 Mark in bar. Der Betrieb war lediglich für drei Jahre geplant, eine eventuelle weitere Nutzung sollte dann durch staatliche Mittel erfolgen.
Vorgesehen waren hauptsächlich die bis dahin vernachlässigte luftelektrische Forschung. Die wissenschaftliche Leitung übernahm ehrenamtlich der Rostocker Professor für Physikalische Chemie Gottfried Kümmell (1866–1922). Er begann unverzüglich die Planungen hinsichtlich der Auswahl des Bauplatzes. Um die vorhandenen Finanzmittel möglichst für wissenschaftliche Arbeiten zu nutzen, wurde an den Rat der Stadt Rostock der Antrag gestellt, kostenlos einen Platz für die Luftwarte zu erhalten. Dieses wurde durch den Magistrat und die Bürgervertretung „bereitwilligst“ genehmigt. Es begann die Suche nach einem geeigneten Platz in der Gegend um Rostock, auf dem die Drachen und Fesselballone in die Luft gelassen werden können. Die Auswahl fiel auf den höchsten Punkt Rostocks, ein Gelände bei der Friedrichshöhe am Barnstorfer Wald, das sich im Eigentum der Stadt befand. Der Bauplatz hatte eine Größe von etwa 2,5 Hektar. 
Nachdem Gottfried Kümmell den Raumbedarf und den Einteilungsplan für das Werkstatthaus, die Drachen- und Ballonhalle, die luftelektrische Hütte, das Windenhaus usw. fertiggestellt hatte, übernahm der Berliner Baumeister Willy Jäger die Ausführungsplanung. Die Ausführung der Bauten erfolgte durch den Rostocker Maurermeister Quade. Die Stadt ließ für den Stromanschluss eine Hochspannungsleitung auf ihre Kosten auf das Gelände legen. Ab September 1912 erfolgte die Einrichtung der wissenschaftlichen Ausrüstungen und bereits Ende November konnten erste Messdrachen aufsteigen. Am 5. Dezember 1912 besichtigten Einheimische, Vertreter der Stadt Rostock und andere amtliche Persönlichkeiten das fertige Gelände. Die Deutsche Seewarte unterstützte tatkräftig den Beginn der Arbeiten durch die Ausbildung von Hilfsarbeitern und Drachentischlern sowie durch die Beschaffung einer Motorwinde für die Aufstiege. Ebenfalls große Hilfe erhielt die Luftwarte durch das Königlich-Preußische Aeronautische Observatorium in Lindenberg, wo Mitarbeiter ausgebildet und eingearbeitet wurden.
Die Internationale Kommission für wissenschaftliche Luftschiffahrt begrüßte auf ihrer 7. Versammlung vom 28. Mai bis 1. Juni 1912 in Wien die Errichtung der Rostocker Luftwarte. In dem betreffenden Beschluss hieß es: „Die Kommission dankt Herrn Hildebrandt, dem Gründer, und insbesondere Herrn Patrick Y. Alexander, dem hochherzigen Stifter der Rostocker Luftwarte, dass es ihnen gelungen ist, eine aeronautische Station, die sich an den Arbeiten der Internationalen Kommission beteiligen und vor allen Dingen luftelektrische Messungen auch in der Höhe anstellen will, zu gründen.“
Nach dem Tod Gottfried Kümmells im Jahr 1922 wurde Günther Falckenberg sein Nachfolger als Direktor der Luftwarte. Er übte das Amt bis zur Auflösung 1945 aus.

## Lage

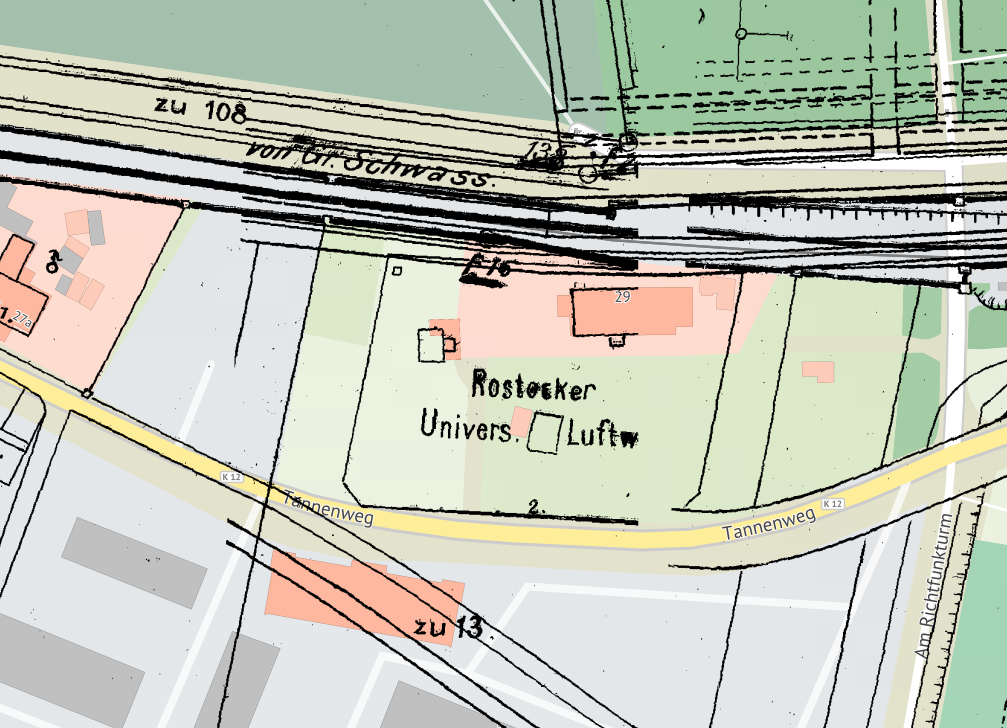
Lage der Luftwarte auf der Flurkarte von 1930 auf der heutigen Stadtkarte

Das Gelände der Luftwarte lag am südwestlichen Stadtrand von Rostock und 11,5 Kilometer südlich der Ostseeküste auf der höchsten Erhebung in der Nähe der Stadt. Am höchsten Punkt der Luftwarte wurde eine Höhe von 48 m über dem Meeresspiegel angegeben. Die Fläche des gesamten Geländes betrug etwa 2,5 Hektar. Ein angrenzender militärischer Übungsplatz konnte für Drachenaufstiege mit genutzt werden. Das Gelände grenzt südlich an die Bahnstrecke Wismar–Rostock. Die in der Nähe verlaufende 15 KV-Überlandleitung von Rostock-Bramow nach Güstrow wurde durch übergespannte geerdete Kupferdrähte vor Berührungen mit Drachendrähten geschützt. Das an die Eisenbahn angrenzende Gelände mit Stationsgebäude, Drachen- und Ballonhalle, der Anlage für luftelektrische Messungen und Thermometerhütte war eingezäunt, das Windenhäuschen lag frei zugänglich 80 Meter südlich von der Ballonhalle.
Beim Vergleich der Flurkarte von 1930, auf der die Luftwarte mit der Hausnummer 2 eingetragen ist, mit der heutigen Stadtkarte ist zu erkennen, dass einige der alten Gebäude vermutlich mit heutigen identisch sind. Die heutige Nutzung erfolgt als Wohngebäude mit der Adresse Tannenweg 29.
Eine nördlich der Bahnstrecke in der Nähe des Westfriedhofs gelegene Kleingartenanlage trägt noch heute den Namen „Luftwarte“.